# Кривоствольное оружие

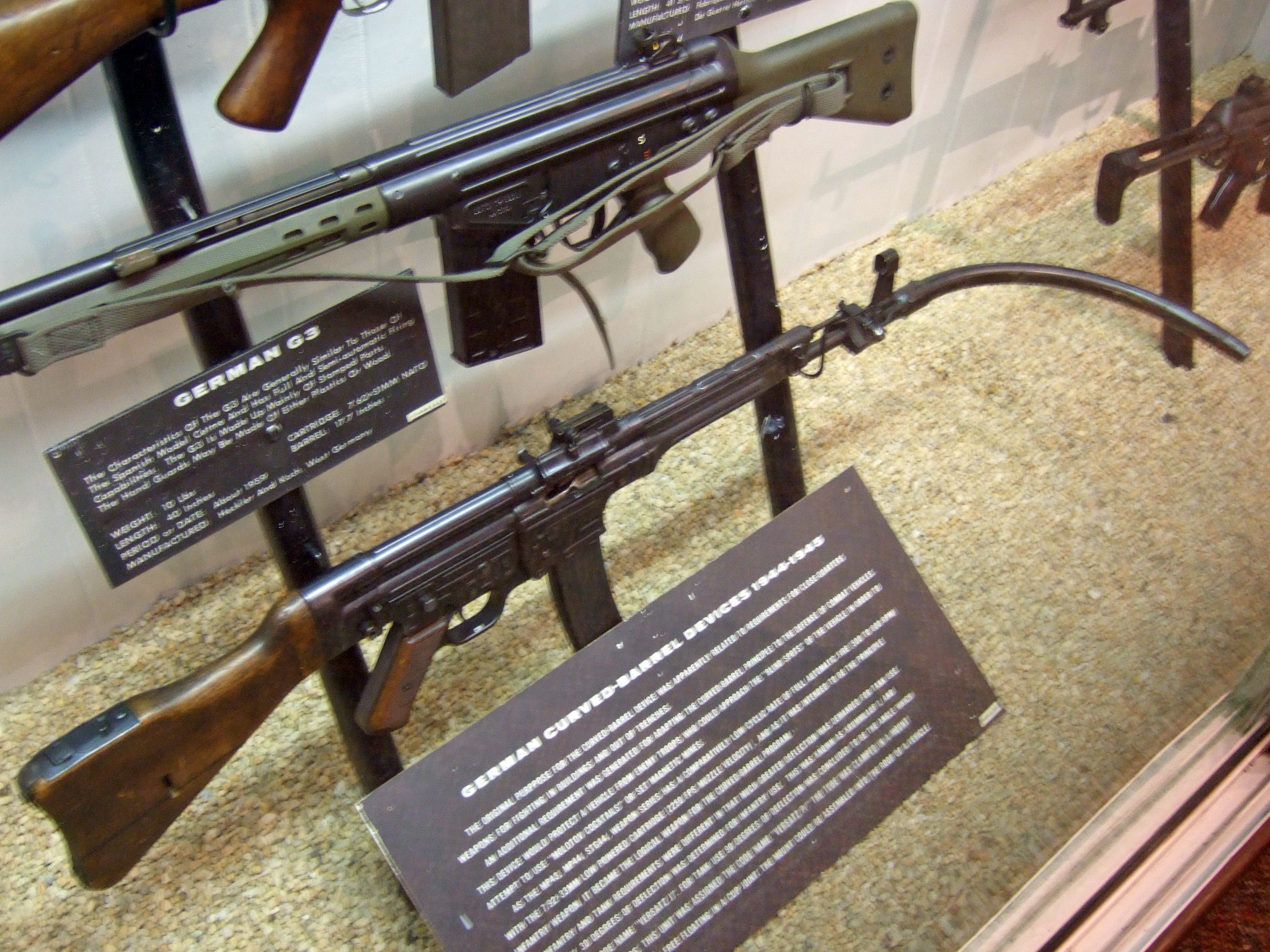
Приспособление для стрельбы из укрытий Krummlauf («Согнутый ствол»)

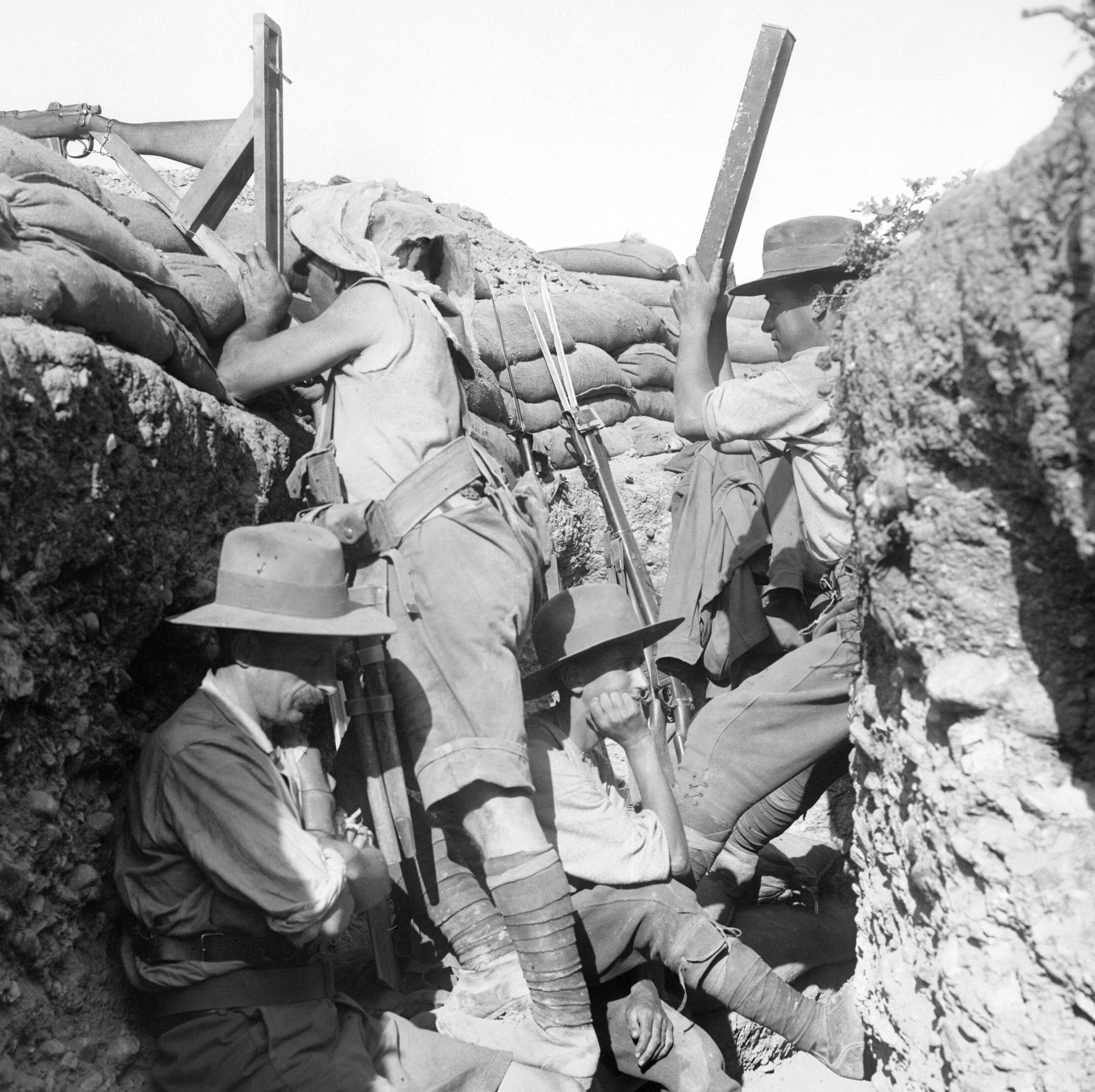
Перископная винтовка (1915) имеет схожий принцип, но для перезаряжания её необходимо опускать вниз

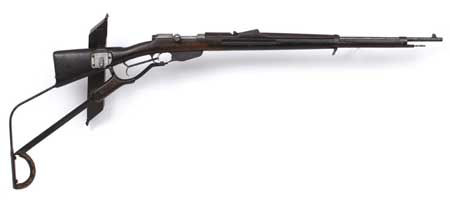
Перископная винтовка M95

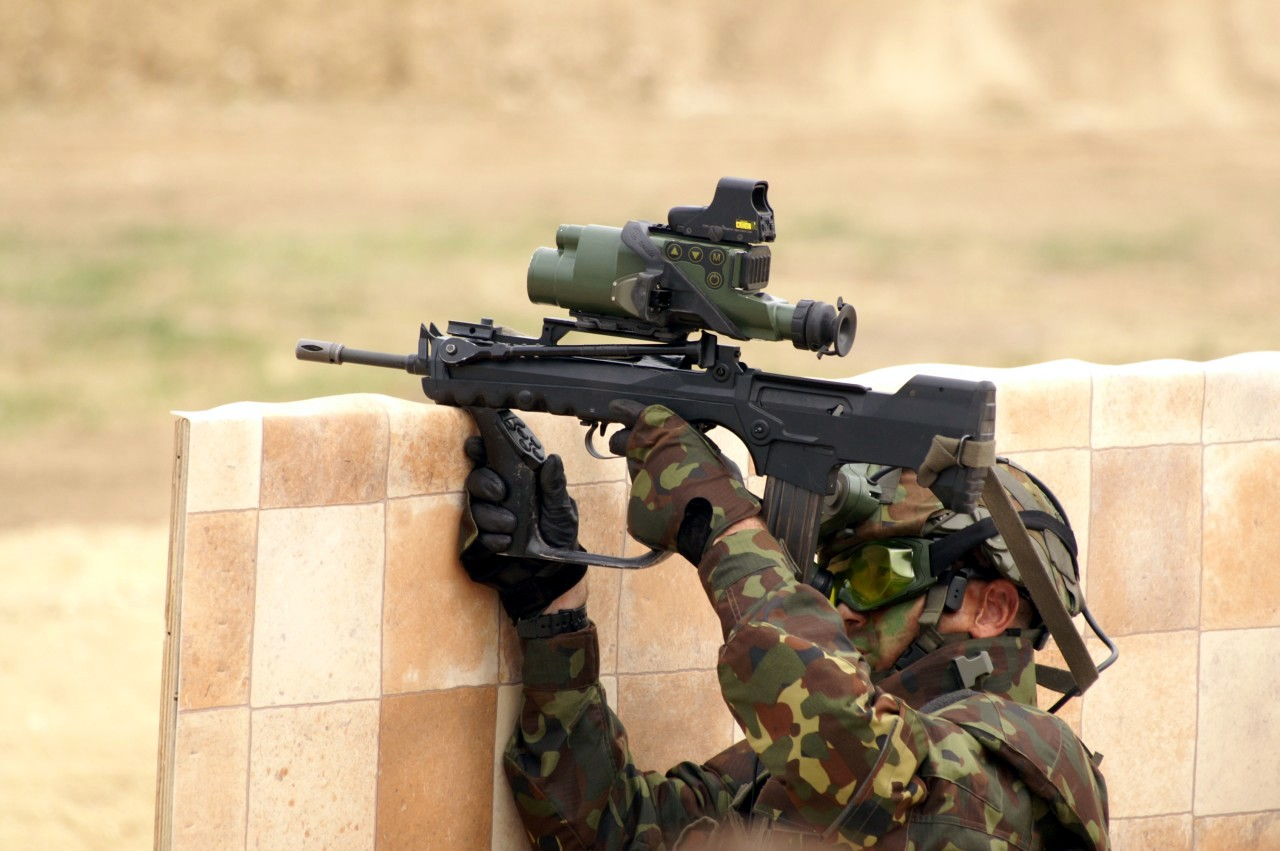
Французская система FELIN

Кривоствольное оружие — оружие с непрямым стволом для стрельбы из укрытий.

## История
Идея кривоствольного оружия возникла с появлением огнестрельного оружия. Устройства для стрельбы из укрытий задумывались военными инженерами еще в XIX веке. В 1868 году артиллерийский генерал Маиевский предложил сделать ствол пушки изогнутым.
Однако реализовываться идея начала в XX веке. Первым, кто придумал способ реализации, была Германия, которая вела постоянные войны и была заинтересована в сохранении своих солдат и поражении большего количества солдат противника. В Первую мировую войну финны придумали для винтовки Мосина приспособление с перископом.
После Второй мировой войны в странах Запада пошли по пути создания специальных насадок на ствол штатного вооружения, в СССР же реализовывали идею кривоствольного оружия буквально.
Хотя идея кривоствольного оружия не получила широкого распространения, тем не менее, возможность поражения целей скрытно и без опасности для стрелка очень важна при проведении контртеррористических операций.

### СССР
В Союзе ССР кривоствольное оружие появилось в 1940-е годы. Известно, что стволы искривляли у пулемёта Горюнова. Занимались этими экспериментами Н. Ф. Макаров и К. Г. Куренков. Криволинейные пулемёты предназначались в первую очередь для танкистов, чтобы они могли простреливать пространство вокруг танка. Весьма вероятно, что массовое применение кривоствольного вооружения планировалась на укрепленных дотами рубежах (например, в укрепрайонах ДФО), в которых предусматривались специальные выносные башни под подобные виды стрелкового оружия (упоминание об этом можно найти в описании различных типов фортификационных сооружении СССР).
В 1954 году началось массовое строительство укрепленных районов (УР) вдоль южной границы СССР. Уже тогда строились т. н. огневые точки БУК (бронированная установка кривоствольная), на вооружении которых состоял модернизированный кривоствольный пулемет системы Горюнова образца 1947 года, дошедший до наших дней. 7,62-мм ствол имеет угол наклона 55° и способен вести огонь прямой наводкой через перископический прицел и из т. н. закрытой огневой позиции, поскольку имеет градуировку поворотного лимба и угла подъема ствола. Для целеуказания в бою применяются зажигательные патроны ПЗ ( по нормативу лента снаряжается  патронами с ЛПС и ПЗ как 1:3, т.е каждый четвертый), поскольку трассирующие пули из-за утолщения не проходят угол наклона ствола. Тело пулемета комплектуется шестью сменными стволами, которые меняются через 500 выстрелов ( две ленты по 250 патронов) из-за нагрева. По нормативу 1988 года смена ствола 14 сек. Пулемет может вести огонь, поражая цель диаметром 200 мм на расстоянии 1500—2000 м практически с первой очереди (при правильной пристрелке пулемета). Применяя патроны Б-32 (бронебойно разрывные), можно поражать легкобронированные цели , сквозные(пробивают до 10 мм брони). Градуировка перископического прицела заканчивается отметкой в 2000м .
Пулемёт СГ-43 (станковый Горюнова) с углом искривления до 60° устанавливался в пружинных башнях (башня утапливалась в оборонительное сооружение при наезде бронетанковой техники и под действием пружины возвращалась в исходное положение для отражения атаки сопровождающей танки пехоты). Ручной пулемёт Калашникова с углом искривления до 90° был разработан для обстрела мёртвых зон бронетанковой техники. Ручной пулемёт Дегтярёва с углом искривления до 45° был разработан для пехотных подразделений. В 1950 году Редкозубов изобрел «прицел выше головы», где приклад и перископ были складными.

### Россия
В 1995 российский конструктор Александр Голодяев разработал волоконно-оптическую насадку на прицел. Объектив насадки крепится на окуляр прицела; объектив прицела крепится на оружии, а окуляр — непосредственно перед глазом стрелка. Теперь можно вести прицельный огонь, лишь выставив из укрытия руку. Проведенные испытания на полигоне «Ржевка» дали успешные результаты. На дистанции 100 м кучность стрельбы 3 сериями по 20 выстрелов была до 200 мм из АК и СВД. Причем при стрельбе из АК с прицелом 1ПН51 кучность была одинакова как с насадкой, так и без неё из положения лежа. После публикаций в прессе о работе Голодяева конструкторы НПО «Спецтехника и связь» разработали устройство «Привод», объединившее крепление к оружию времён Первой и Второй мировых войн со световодным прицелом.
В 2015-2018 г.г. в Научно Техническом Центре Союза Казаков России (НТЦ СКР) Павловым С. Н. и Семеновым А. Г. была проведена разработка ряда кривоствольных револьверов с цилиндрическим, коническим и дисковым барабаном, а также пистолет с ленточным питанием. Также был разработан автоматический кривоствольный револьвер с подвижным барабаном...
В револьверах с барабанами ствол был искривлен в вертикальной плоскости и введен в рукоятку оружия, в которой находился барабан.  Такая компоновка позволяет увеличить длину ствола при равных с пистолетом габаритах примерно в 1,5 раза (для сравнения был взят пистолет ПМ). 
Кроме увеличения длины ствола и увеличения начальной скорости пули такая компоновка позволяет снизить линию ствола, а также компенсировать опрокидывающий момент отдачи, силой трения, возникающей при прохождении пулей изогнутого участка. 
В пистолете с ленточным питанием изгиб начального участка ствола был сделан в целях улучшения эргономических качеств оружия.
По результатам разработок был получен ряд патентов.

### Германия
Немцы в 1943 году официально приняли на вооружение приспособление для стрельбы из укрытий. Krummerlauf («Согнутый ствол»). Этих приспособлений было произведено от полутора до восьми тысяч штук. В 1943 году вермахт также принял на вооружение приспособление для стрельбы из-за укрытий из винтовки Mauser 98k и из самозарядной винтовки Gewehr 41, представлявшее собой модернизацию приспособлений первой мировой. Состояло оно из трех основных частей — приклада, корпуса и перископического прицела. В советской пропаганде это оружие называлось «предательским» и «для трусливой стрельбы из-за угла». «Круммлауф» устанавливался и на автоматы StG-44: такое оружие использовалось силами фольксштурма и вермахта для боёв в городских условиях. Захваченные в боях экземпляры такого оружия в СССР были переданы на исследование конструкторам-оружейникам, в первые послевоенные годы на их основе занимались разработкой соответствующим вооружением Научно-исследовательский полигон стрелкового и миномётного вооружения, конструкторское бюро Ковровского оружейного завода во главе с В. А. Дегтярёвым, Тульское ЦКБ-14 (там Н. Ф. Макаров в 1946 году разработал «7,62-мм нарезной искривитель ТКБ-401 с шаровой установкой» под пистолет-пулемёт Судаева). Постепенно работы были свёрнуты ввиду невозможности достигнуть удовлетворительные показатели устойчивости пули в полёте и, соответственно, точности попаданий в цель.
Немец К.Хорн, сотрудник известной германской оружейной фирмы «Хеклер унд Кох», запатентовал в 1981 году пулемёт, устанавливаемый над люком члена экипажа и дистанционно управляемый им снизу, из боевого отделения машины, при закрытом люке.

### Израиль
Израильские конструкторы за три года разработали систему Corner Shot, которую ныне тестируют спецназы 15 стран мира, включая Россию. Базирующаяся во Флориде фирма Corner Shot Holdings LLC известна благодаря изобретателю, ветерану сил специального назначения Амосу Голану (Amos Golan). Его система CornerShot изогнутого ствола не имеет, а «разламывается» на две основные части и представляет собой соединенные шарнирно стреляющий механизм (пистолеты Colt, Glock, Sig Sauer, CZ, Beretta, винтовка M16 или приспособления для стрельбы баллончиками со слезоточивым газом или резиновыми пулями) и пульт управления с видеокамерой, цветным ЖК-дисплеем, фонарем, инфракрасным или видимым лазерным указателем, глушителем и пламегасителем. Угол поворота стреляющего механизма до 63°.

### США
В 1950 году американский инженер С. Дуглас запатентовал «окопное» ружье, нацеливаемое с помощью перископа.
История кривоствольного оружия знает и анекдотичные изобретения. Еще в 1917 году американский изобретатель Альберт Пратт запатентовал шлем-пистолет. Ствол пистолета располагался поверх головы бойца, а прицельный щиток перед лицом помогал точно прицелиться. Чтобы выстрелить, стрелок должен был дуть в специальную трубку, соединенную с надувной «грушей» позади курка. «Груша» расширялась и спускала курок. На практике же отдача пистолета при выстреле сломала бы стрелку шею. Другой американец, А. Б. Де Саларди в 1953 году довел предыдущее изобретение до пистолета-пулемета. Оружие также монтируется непосредственно на каске бойца. Тот же перископ и гибкая трубка. Достаточно сильно дунуть в мундштук — и оружие немедленно открывает огонь. Дальше изобретения новый пулемет не пошел.
Сегодня в США усиленно разрабатывается «кривоприцельные» системы по программе «солдат будущего», такую как дистанционно управляемую снайперскую винтовку TRAP T2 (Telepresent Rapid Aiming Platform), которая управляется с выносного пульта и обеспечивает обзор местности, наведение оружия на выявленные цели и передачу видеоинформации на командные пункты подразделений.
Уже несколько лет кривоствольное оружие испытывается в рамках программы «Land Warrior EMD» (комплексная программа разработки вооружения, снаряжения и оснащения сухопутных войск) в качестве дополнения к двухканальному «прицельному блоку» для стрелкового оружия.